# Camacho de Arriba
Camacho de Arriba se localiza en el Municipio San Ignacio del Estado de Sinaloa México, hay 70 habitantes. Camacho de Arriba está a 103 metros de altitud. Su Código Postal es 82976.

### Población de Camacho de Arriba
En la localidad hay 40 hombres y 30 mujeres. El ratio mujeres/hombres es de 0,750, y el índice de fecundidad es de 3.32 hijos por mujer. Del total de la población, el 0,00% proviene de fuera del Estado de Sinaloa. El 8,57% de la población es analfabeta (el 10,00% de los hombres y el 6,67% de las mujeres). El grado de escolaridad es del 4.88 (5 en hombres y 4.70 en mujeres).

### Variaciones de población en Camacho de Arriba desde 2005
En el año 2005, en Camacho de Arriba había 68 habitantes. Es decir, ahora hay 2 personas más (una variación de 2,94%). De ellas, hay 5 hombres más (una variación de 14,29%), y -3 mujeres menos (una variación de -9,09%).

### Cultura Indígena
El 0,00% de la población es indígena, y el 0,00% de los habitantes habla una lengua indígena. El 0,00% de la población habla una lengua indígena y no habla español.

### Desempleo y economía en Camacho de Arriba
El 37,14% de la población mayor de 12 años está ocupada laboralmente (el 60,00% de los hombres y el 6,67% de las mujeres).

### Viviendas e infraestructuras en Camacho de Arriba
En Camacho de Arriba hay 28 viviendas. De ellas, el 100,00% cuentan con electricidad, el 91,30% tienen agua entubada, el 91,30% tiene excusado o sanitario, el 43,48% radio, el 95,65% televisión, el 100,00% refrigerador, el 69,57% lavadora, el 39,13% automóvil, el 4,35% una computadora personal, el 21,74% teléfono fijo, el 8,70% teléfono celular, y el 0,00% Internet.

### Educación escolar en Camacho de Arriba
Aparte de que hay 12 analfabetos de 15 y más años, 0 de los jóvenes entre 6 y 14 años no asisten a la escuela.
De la población a partir de los 15 años 10 no tienen ninguna escolaridad, 34 tienen una escolaridad incompleta. 2 tienen una escolaridad básica y 3 cuentan con una educación post-bósica.
Un total de 3 de la generación de jóvenes entre 15 y 24 años de edad han asistido a la escuela, la mediana escolaridad entre la población es de 4 años.